# Uwe Pallaks
Uwe Pallaks (* 17. Januar 1952 in Halle (Westf.)) ist ein ehemaliger deutscher Fußballspieler.

## Karriere
Der Mittelstürmer Uwe Pallaks begann seine Karriere in der Jugend des SC Halle und spielte Mitte der 1970er Jahre in der ersten Mannschaft der Haller in der Kreisliga A. Unter kuriosen Umständen wechselte Pallaks während der Winterpause zum Landesligisten SC Verl. Pallaks, der zu dieser Zeit seinen Wehrdienst ausübte, wurde während einer Geländeübung von zwei Vertretern der Verler angesprochen und unterschrieb an Ort und Stelle einen Vertrag. Gleich in der ersten Halbserie erzielte Pallks 13 Tore. Nach eineinhalb Jahren in Verl wechselte er zum Ligarivalen Spvg Steinhagen, mit dem er 1976 unter Trainer Erich Staude in die Verbandsliga Westfalen aufstieg. Zusammen mit seinen Sturmkollegen Ulrich Hegemann und Dietmar Vogt war Pallaks maßgeblich an den 112 Toren beteiligt, die die Steinhagener Mannschaft während der Saison erzielte. Am Saisonende wechselte Pallaks zum SC Herford, der gerade in die 2. Bundesliga Nord aufgestiegen war.
In seinen ersten beiden Spielzeiten erzielte Pallaks jeweils 14 Saisontore, konnte aber in der Spielzeit 1977/78 damit nicht verhindern, dass seine Mannschaft wegen der um einen Treffer schlechteren Tordifferenz gegenüber dem VfL Osnabrück absteigen musste. In der folgenden Saison 1978/79 wurde Pallaks mit den Herfordern erster Meister der neu geschaffenen Oberliga Westfalen und schaffte den Wiederaufstieg in die 2. Bundesliga Nord. Dort war Pallaks weiter erfolgreich und erzielte in der Saison 1979/80 16 und in der Saison 1980/81 sogar 19 Tore. Dennoch verpasste der SC Herford 1981 die Qualifikation für die nun eingleisige 2. Bundesliga. Pallaks erhielt Angebote vom TSV 1860 München und Rot-Weiss Essen, entschied sich aber für den KSV Hessen Kassel.
Für die Kasseler erzielte er in der Saison 1981/82 15 Tore und wurde in den folgenden beiden Spielzeiten 1982/83 und 1983/84 jeweils Vierter. In seiner Karriere spielte er 236 Spiele in der 2. Bundesliga und erzielte dabei 87 Tore. Im Sommer 1984 ging er dann noch für ein Jahr zu Borussia Fulda, mit dem er in der Saison 1984/85 aus der Oberliga Hessen abstieg. Ein Jahr darauf spielte er noch für den hessischen Landesligisten FSV Bergshausen, wo er seine Karriere beendete.

## Leben
Uwe Pallaks ist gelernter Kfz-Schlosser. Nach dem Ende seiner Fußballkarriere im Jahre 1984 ging er in die Dominikanische Republik, um dort ein Hotel zu betreiben. Nebenbei trainierte er in der Hauptstadt Santo Domingo einen Erstligaverein. Während seiner Zeit in der Karibik lernte Pallaks auch seine Ehefrau kennen, mit der er fünf Söhne hat. Nach zwölf Jahren in der Dominikanischen Republik kehrte Pallaks nach Deutschland zurück und arbeitete als Schwimmmeister, im Straßenverkehrsamt und bei einer Kraftfahrzeug-Transfergesellschaft. Später wurde er Leiter der Jugendabteilung seines Heimatvereins SC Halle. Im Jahre 2007 wurde er sportlicher Leiter beim SC Herford. Im März 2009 trennten sich Pallaks und der Verein wieder.